# Manabu Horii
Manabu Horii –en japonés, 堀井学, Horii Manabu– (Muroran, 19 de febrero de 1972) es un deportista japonés que compitió en patinaje de velocidad sobre hielo. 
Participó en s Juegos Olímpicos de Invierno, entre los años 1994 y 2002, obteniendo una medalla de bronce en Lillehammer 1994, en la prueba de 500 m.
Ganó una medalla de oro en el Campeonato Mundial de Patinaje de Velocidad sobre Hielo en Distancia Individual de 1997 y una medalla de bronce en el Campeonato Mundial de Patinaje de Velocidad sobre Hielo en Distancia Corta de 1996.

## Palmarés internacional
| Juegos Olímpicos                           | Juegos Olímpicos          | Juegos Olímpicos  | Juegos Olímpicos      |
| Año                                        | Lugar                     | Medalla           | Prueba                |
| ------------------------------------------ | ------------------------- | ----------------- | --------------------- |
| 1994                                       | Lillehammer (Noruega)     | Medalla de bronce | 500 m                 |
| Campeonato Mundial en Distancia Individual |                           |                   |                       |
| Año                                        | Lugar                     | Medalla           | Prueba                |
| 1997                                       | Varsovia (Polonia)        | Medalla de oro    | 500 m                 |
| Campeonato Mundial en Distancia Corta      |                           |                   |                       |
| Año                                        | Lugar                     | Medalla           | Prueba                |
| 1996                                       | Heerenveen (Países Bajos) | Medalla de bronce | Clasificación general |